# Alexei Rodriguez
Alexei Rodriguez (San Juan, ...) è un batterista portoricano noto per aver militato nella band heavy metal 3 Inches of Blood dal 2006 al 2007, dopo Matt Wood.

## Biografia
Con i 3 Inches of Blood ha registrato solo l'album Fire Up the Blades, pubblicato il 26 giugno 2007 dalla Roadrunner Records. Precedentemente aveva militato nella band metalcore Walls of Jericho, con cui nel 2004 aveva registrato All Hail the Dead pubblicato dalla Trustkill Records negli Stati Uniti e dalla Roadrunner Records nel resto del mondo.
Nel 1999 ha registrato l'album Are These out Lives? con la band hardcore punk Trial, con lo pseudonimo di "Jesus L. Pecador".
Dal 1994 - 2002 ha militato nella band anarcho-punk/hardcore punk Catharsis, con cui ha registrato due album, Samsara (1997) e Passion (1999), e altri Ep, spesso con uno pseudonimo.
Rodriguez è stato cacciato dai 3 Inches of Blood il 10 novembre 2007 dopo l'immotivata aggressione al batterista dei Saxon Nigel Glockler a Minehead, Inghilterra, dopo la conclusione del festival "Hard Rock Hell".

## Discografia

### Trial
- 1999 - Are These Our Lives?
- 2008 - Reunion Retrospective DVD

### 3 Inches of Blood
- 2007 - Fire Up the Blades
- 2007 - Trial of Champions

### Walls of Jericho
- 2004 - All Hail The Dead

### Catharsis
- 2001 - Arsonist's Prayer EP
- 1999 - Passion
- 1997 - Samsara
- 1997 - Live in the Land of the Dead EP
- 1995 - Eponymous EP

### Prong
.2014 - Ruining Lives
1. ↑  3 INCHES OF BLOOD Fires Drummer Following SAXON Fight - Nov. 12, 2007 Archiviato il 13 dicembre 2007 in Internet Archive.